# Alpinia schultzei
Alpinia schultzei är en enhjärtbladig växtart som beskrevs av Carl Karl Adolf Georg Lauterbach och Theodoric Valeton. Alpinia schultzei ingår i släktet Alpinia och familjen Zingiberaceae.
Artens utbredningsområde är Papua Nya Guinea. Inga underarter finns listade i Catalogue of Life.